# Бернхард II (Северна марка)
Бернхард II Млади (на немски: Bernhard II, † 1044/1051) от фамилията Халденслебен и Валбек на род Билунги, е граф на Халденслебен и от 1018 г. маркграф на Северната марка.

## Произход и наследство
Той е син и наследник на маркграф Бернхард I Стари († 1018) и съпругата му (?-1044), незаконна дъщеря на Владимир I Велики, княз на Киевска Рус.
Бернхард II е последван от синът му Вилхелм (* пр. 1044, † 10 септември 1056) от 1056 г. маркграф на Северната марка.